# ناحية بحركة
ناحية بحركة وهي إحدى نواحي قضاء مركز اربيل في محافظة أربيل في العراق وتبلغ مساحتها 255 كم وتاسست في 26 ديسمبر 2007 ومن مناطقها المشهورة كهاريز تل آرف ويبلغ عدد قراها 30 قرية وستة مجمعات